# Harshavarman I
Harshavarman I (mất 923) là một vua của Đế quốc Khmer trị vì trong khoảng thời gian 910-923 trước Công Nguyên.
Sau khi ông mất, Yasovarman I được thừa kế bởi hai người con, người con lớn hơn là Harshavarman. Triều đại của Harshavarman và sau đó là người em, Ishanavarman II, được đánh dấu bằng khoảng thời gian bất ổn của Đế quốc Khmer. Cả hai anh em đều dính dáng đến một cuộc tranh chấp quyền lực với người cậu, Jayavarman IV, cuộc xung đột này kéo dài trong suốt triều đại của Harshavarman. Người cậu cuối cùng đã bị trục xuất ra khỏi Angkor và đã tự lập ra thủ đô của riêng mình cách nơi này khoảng 100 km trong triều đại Ishanavarman.
Ngoài ra không còn thông tin nào về Harshavarman trừ việc ông cho xây dựng một ngôi đền nhỏ Baksei Chamkrong tại chân đền Phnom Bakheng, vốn được dành cho cha mẹ của ông. Ông mất vào năm 923 và được kế thừa bởi Ishanavarman.